# Садыков, Самед Курбан оглы
Самед Курбан оглы Садыков (азерб. Səməd Qurban oğlu Sadıqov; 1903, Борчалинский уезд — 22 марта 1989, Марнеульский район) — советский грузинский овощевод. Герой Социалистического Труда (1949).

## Биография
Родился в 1903 году в селе Качаган (Качагани) Борчалинского уезда Тифлисской губернии (ныне Качагани края Квемо-Картли).
В 1927 году окончил 7-ми летнюю школу в родном селе.
Начал трудовую деятельность в 1920 году рядовым рабочим в сельскохозяйственной артели села Качаган. С 1930 года колхозник в бригаде технических растений колхоза «Социализм», позже колхозник в овощеводческой бригаде, а с 1932 года её бригадир. В 1938—1941 годах — заместитель председателя колхоза «Социализм», в 1941—1945 годах — председатель колхоза «1 мая» Марнеульского района. На посту председателя активно участвовал в подготовке и отправке овощей, молока и сыра на фронт. С 1945 по 1947 год заведующий отделом колхоза «Социализм», с 1947 по 1951 год бригадир и звеньевой колхоза.
В 1948 году звено под его руководством собрало в среднем с каждого гектара по 29,6 центнеров табачного листа сорта «Трапезонд» на участке площадью 3 гектара. Указом Президиума Верховного Совета СССР от 3 мая 1949 года, за получение высоких урожаев, Садыков Самед Курбан оглы присвоено звание Героя Социалистического Труда с вручением ордена Ленина и золотой медали «Серп и Молот» (№ 3532).
Этим же Указом званием Героя Социалистического Труда были награждены председатель колхоза «Социализм» Магамед Гамбар оглы Коджаев и звеньевой Сафар Махмуд оглы Гумбетов.
В 1968 году вышел на пенсию. Персональный пенсионер союзного значения. 
Скончался 22 марта 1989 года в родном селе.
Память
В селе Кагачани установлен памятный знак в честь Саяда Наги оглы Масимова. 
Награды
- Герой Социалистического Труда
- Орден Ленина
- Медаль «За трудовую доблесть» (03.07.1950)